# Гунілла Бергстрем
Гунілла Елісабет Дукуре Бергстрем (швед. Gunilla Elisabet Dukure Bergström; 3 липня 1942, Гетеборг — 25 серпня 2021, Стокгольм) — шведська письменниця та журналістка, найбільш відома серією книг для дітей про хлопчика Альфонса Оберга.

## Життєпис
Народилася 3 липня 1942 року у Гетеборзі. Її молодша сестра  — фізик Лена Трехов Торелл. 1966 року закінчила факультет журналістики Гетеборзького університету, після чого переїхала до Стокгольма, де працювала у газетах «Dagens Nyheter» та «Aftonbladet». У літературі дебютувала 1971 року з дитячою книгою «Тато Мії переїжджає». Наступного року видала книгу «На добраніч, Альфонсе Оберг», героєм якої став маленький хлопчик, якого виховує тато-одинак, яку також сама проілюструвала. 1975 року отримала щорічну стипендію Спілки шведських письменників і покинула журналістику, присвятивши себе написанню книг для дітей. З того часу нею створено понад 40 книг про Альфонса Оберга та інших персонажів, які перекладені понад 30-ма іноземними мовами та стали класикою шведської дитячої літератури.
Письменниця та її чоловік, виходець з Західної Африки, мали двох дітей, молодшому з яких було діагностовано аутизм. Діти надихнули Бергстрем на створення серії книг про Білла і Боллу, присвячених цій родинній ситуації.
За свою творчість письменниця удостоєна низки престижних нагород та відзнак, серед яких премія Ельзи Бесков за найкращу ілюстровану шведську дитячу книгу (1979), премія Міністерства культури Норвегії «За дитячу та юнацьку літературу» (1980), премія Астрід Ліндґрен (1981), почесна премія міста Стокгольм (1993), премія Шуллстрема (2006) та премія Еміля (2011). 2012 року нагороджена медаллю «Ілліс кворум» за видатні заслуги у шведській культурі. Того ж року у Гетеборзі було відкрито Культурний центр Альфонса Оберга. 2019 року отримала медаль Літератури та мистецтв (Швеція).
Гунілла Бергстрем померла 23 серпня 2021 року у Стокгольма в 79-річному віці.